# Hermanos de leche
Hermanos de leche es una serie de televisión, del género de la comedia, emitida originalmente en la cadena española Antena 3 entre 1994 y 1996. La serie es una producción de José Frade Producciones y se mantuvo en el aire durante cuatro temporadas. 
La serie ha sido repuesta íntegra en Canal 7 Televisión, Rioja Televisión y CyL8.

## Argumento
Los dos protagonistas, Juan "el Gordi" (Juan Echanove/Gran Wyoming) y Chus (José Coronado) son dos hermanos de leche, porque cuando eran bebés, compartieron la misma nodriza. Después de años sin verse, vuelven a reencontrarse tras sus respectivos divorcios y deciden compartir piso. Las tramas de la serie giran alrededor de las vidas de ambos personajes y de sus exmujeres Leonor (Cristina Higueras) y Elena (Fiorella Faltoyano), generando múltiples conflictos.

### Entre bastidores
En la cuarta y última temporada el personaje de Juan cambia de actor, debido a que Juan Echanove abandonaba la serie para realizar proyectos cinematográficos. El Gran Wyoming reemplazó a Echanove en el papel. Dada las diferencias físicas entre ambos actores, el cambio se justificó en el argumento con una operación de cirugía estética tras un accidente de tráfico. Aunque Wyoming no tenía la complexión de Echanove que le había ganado a su personaje el apodo de "Gordi", este mote seguía aplicándosele. Wyoming, en entrevistas posteriores, bromeaba diciendo que había sido elegido por su supuesto parecido físico con Echanove, y que la trama de la cirugía había surgido después, cuando el público observó el cambio en los títulos de crédito.

## Equipo

### Equipo artístico
- José Coronado es Chus.
- Juan Echanove es Juan ("Gordi") (1ª, 2ª y 3ª temporada).
- El Gran Wyoming es Juan ("Gordi") (4ª temporada).
- Cristina Higueras es Leonor, exmujer de Juan.
- Fiorella Faltoyano es Elena, exmujer de Chus.
- Ingrid Asensio es Poli, la vecina y luego novia de Juan.
- Elisa Montés
- Sergio García del Valle es taxista Carlos Pacheco, el vecino de Chus.
- Encarna Paso
- Pastora Vega
- Conrado San Martín
- Leonor Watling es Cris.
- Goya Toledo
- Daniel Guzmán
- Alaska
- Daniel Sesma
- Rossy de Palma

y más

### Equipo técnico
- Directores: Pablo Ibáñez T., Carlos Serrano
- Guionistas: Santiago Moncada, Ignacio del Moral

## Premios
- 1995: Juan Echanove finalista a los Premios de la Unión de Actores en la categoría de Mejor Actor Protagonista.